# Северен Кюшу
Северен Кюшу (на японски: 北部九州, Hokubu Kyushu) е субрегион на регион Кюшу. Преди е бил наричан Кюшу север (Kitakyushu, 北九州) до 1963 г., когато е формиран град Китакюшу. След това за да се избегне объркването, името е сменено.
Това е най-урбанизираната и индустриализираната част на Кюшу.
В регионът влизат префектури Фукуока, Сага, Нагасаки, Кумамото и Оита.